# Флаг Мальтийского ордена
Флаг Суверенного Военного Мальтийского Ордена — наряду с гербом и гимном является официальным символом Мальтийского ордена.

## Описание флага
Красный прямоугольный флаг с белым латинским крестом. Он называется флагом Св. Иоанна и использовался с древнейших времен.

## История
В «Истории Ордена» Джузеппе Босио (1589) есть запись о том, что в 1130 папа Иннокентий II издал предписание: «…Монашество должно воевать под флагом с белым крестом на красном поле». После буллы папы Александра IV (1259), позволяющей воюющим рыцарям носить красную мантию с белым крестом, Орден стал использовать латинский крест в качестве своей эмблемы. В 1291 Орден переместился из Ватикана на Кипр, где получило расцвет его призвание к мореплаванию. С этой поры на протяжении последующих шести столетий над кораблями Ордена развевались рыцарские флаги. В наши дни орденский флаг реет над Магистральным Дворцом Ордена в Риме и сопровождает Великого Магистра и членов Суверенного Совета во время официальных визитов.

## Флаг организаций Ордена
Красный флаг с восьмиконечным белым крестом — флаг организаций Ордена. Восьмиконечный крест использовался в Ордене так же давно, как и латинский. Он отражает древнейшие связи Ордена с республикой Амальфи. Его история насчитывает более 400 лет, первое чёткое изображение восьмиконечного креста появилось на монетах Великого Магистра Фра Фулке де Вилларета (Fra’ Foulques de Villaret), 1305—1319. Этот флаг реет над Великими Приоратами и Субприоратами Ордена, его 47 Национальными ассоциациями и более чем над 100 дипломатическими миссиями в мире. Он также развевается над больницами, медицинскими центрами и амбулаториями и везде, где работают корпуса скорой помощи, организации и специализированные подразделения Ордена.

## ФлагВеликого Магистра
Красный флаг с восьмиконечным крестом, окруженным ожерельем и увенчанным короной является персональным флагом Великого Магистра. Он реет над Дворцом и зданиями Ордена, когда в них находится Великий Магистр.